# Municipio de Center (condado de Hall)
El municipio de Center (en inglés: Center Township) es un municipio ubicado en el condado de Hall en el estado estadounidense de Nebraska. En el año 2010 tenía una población de 867 habitantes y una densidad poblacional de 12,13 personas por km².

## Geografía
El municipio de Center se encuentra ubicado en las coordenadas 40°54′56″N 98°26′53″O / 40.91556, -98.44806. Según la Oficina del Censo de los Estados Unidos, el municipio tiene una superficie total de 71.46 km², de la cual 71,46 km² corresponden a tierra firme y (0 %) 0 km² es agua.

## Demografía
Según el censo de 2010, había 867 personas residiendo en el municipio de Center. La densidad de población era de 12,13 hab./km². De los 867 habitantes, el municipio de Center estaba compuesto por el 90,77 % blancos, el 0,69 % eran amerindios, el 0,12 % eran asiáticos, el 7,04 % eran de otras razas y el 1,38 % eran de una mezcla de razas. Del total de la población el 19,38 % eran hispanos o latinos de cualquier raza.